# SC Rotation Leipzig
SC Rotation Leipzig was een Duitse voetbalclub uit Leipzig, Saksen. De club bestond van 1954 tot 1963.

## Geschiedenis

### Voetbal
De club mocht meteen van start gaan in de DDR-Oberliga en werd derde. Na twee middenmootplaatsen werd de club opnieuw derde in 1957. Hierna eindigde de club steevast in de middenmoot tot de club in 1963 fuseerde met SC Lokomotive Leipzig en verderging als SC Leipzig.
Thuishaven van de club was het Bruno-Plache-Stadion, behalve voor derby's tegen SC Lokomotive week de club uit naar de Zentralstadion omdat er veel toeschouwers kwamen. Op 9 september 1956 kwamen 100.000 toeschouwers voor de wedstrijd Rotation-Lok (1:2), een record in Duitsland voor een wedstrijd met inzet. Enkele weken later kwamen er zelfs 110.000 toeschouwers voor de vriendschappelijke wedstrijd SC Wismut Karl-Marx-Stadt-1. FC Kaiserslautern.
SC Rotation leverde twee internationals af: Horst Weigang en Horst Scherbaum.